# Bactrocera antigone
Bactrocera antigone är en tvåvingeart som först beskrevs av Drew och Albany Hancock 1981.  Bactrocera antigone ingår i släktet Bactrocera och familjen borrflugor. Inga underarter finns listade.